# Simulium curvistylus
Simulium curvistylus är en tvåvingeart som beskrevs av Rubtsov 1957. Simulium curvistylus ingår i släktet Simulium och familjen knott. Arten är reproducerande i Sverige. Inga underarter finns listade i Catalogue of Life.